# Heinersbrück
Heinersbrück (em baixo sorábio: Móst) é um município da Alemanha, situado no distrito de Spree-Neiße, no estado de Brandemburgo. Tem 23,69 km² de área, e sua população em 2019 foi estimada em 579 habitantes.